# 타파눌리오랑우탄
타파눌리오랑우탄(Pongo tapanuliensis)은 오랑우탄의 일종이다. 인도네시아 수마트라섬 남타파눌리의 토착종이다. 3종의 오랑우탄 중 하나로 수마트라오랑우탄(Pongo abelii)와 함께 섬 북서부에서 발견되며, 나머지 종은 보르네오오랑우탄(Pongo pygmaeus)이다. 2017년 별도의 종으로 기술되었다.

## 특징
타파눌리오랑우탄은 겉모습이 수마트라오랑우탄와 아주 유사하지만 심한 곱슬머리와 상당히 작은 두개골, 좁은 턱과 작은 위쪽 첫번째 어금니 등이 차이가 난다.